# Ludi (llengua)
El ludi, o ludi de carèlia (luudi, lyydi o lüüdi), és una llengua baltofinesa de la família de les llengües uralianies. És una llengua de transició entre el livvi-carelià i el vepse. Es va originar com a dialecte del nord del Veps, transformat per una gran influència Careliana. Té uns 3.000 parlants carelians a la República de Carèlia, a Rússia, prop de la riba nord-oest de Llac Onega, incloent-hi uns quants nens.

## Classificació
En la tradició de recerca finlandesa el ludi ha estat considerat, en termes històrics, una àrea dialectal de transició entre el carelià i el vepse, mentre en la tradició de recerca russa és, en termes etnogràfics, normalment considerat un dialecte del carelià. Recentment s'ha proposat un estatus de llengua independent El Ludi es caracteritza per una barreja específica de trets Carelians (com la diftongació de les vocals llargues no obertes del protofinoúgric, p. ex. * pää > piä 'cap', * soo > suo 'aiguamoll', en contrast amb el vepse pä, so) i trets del vepse (com una pèrdua gairebé completa de mutació consonàntica).

### Dialectes
El ludi té tres grups dialectals principals:
- Ludi del nord (del llac), a les ribes nord-oest del Llac Onega
- Ludi central (del riu), a pobles al llarg de riu Shuya i prop de la ciutat de Petrozavodsk
- Ludi Kuďäŕv (del Bosc), al poble rural de Mikhaylovskoye

La influència careliana més forta es troba al ludi del nord, mentre que el dialecte de kuďäŕv comparteix més característiques amb el vepse.